# Tap·Daeseong-dong
Tap·Daeseong-dong (koreanska: 탑·대성동) är en stadsdel i stadsdistriktet Sangdang-gu i staden Cheongju i Sydkorea. Den ligger i provinsen Norra Chungcheong, i den centrala delen av landet, 110 km söder om huvudstaden Seoul.